# Roger Powell (Basketballspieler)
Roger Powell (* 15. Januar 1983 in Joliet, Illinois) ist ein US-amerikanischer Basketballtrainer und ehemaliger -spieler. Der 1,98 m große Powell spielte auf der Position des Power Forwards sowie des Small Forwards.

## Karriere
Während sein Vater Roger senior an der Illinois State University studierte und dort erfolgreich für die Redbirds Basketball spielte, war Roger jr. während seines Studiums an der University of Illinois für die Hochschulmannschaft Fighting Illini in der NCAA Division I aktiv. Mit Illinois erreichte er in seinem Senior-Jahr zusammen mit dem späteren NBA-Spieler Deron Williams und Dee Brown das Endspiel in der landesweiten Meisterschafts-Endrunde, welches gegen die Tar Heels der University of North Carolina at Chapel Hill um Raymond Felton, Sean May und den späteren NBA- & Bundesliga-Spieler Reyshawn Terry verloren ging.
Nach vergeblichem Bemühen, einen Vertrag in der NBA zu bekommen, spielte er zunächst eine Saison für Rockford Lightning in der Continental Basketball Association. Zur Saison 2006/07 gelang ihm der Sprung in den Kader der Utah Jazz in der NBA, wo er erneut mit seinen ehemaligen Mannschaftskameraden Williams und Brown zusammenspielte. Während der Saison wechselte er zu den Arkansas RimRockers in die NBA Development League. Nach Saisonende setzte er seine Karriere in Europa fort und spielte zunächst im italienischen Teramo in der Serie A. Nach einer Saison wechselte er nach Israel und spielte in Jerusalem für Hapoel und in der darauffolgenden Saison in der spanischen Liga ACB für den Verein aus Murcia. Beim Tabellenletzten und späteren Absteiger wurde er im Januar 2010 aus seinem Vertrag entlassen und wechselte in die französische LNB Pro A zum Verein Jeanne d'Arc aus Dijon, welche kurz zuvor vom ehemaligen deutschen Bundestrainer Henrik Dettmann als Trainer übernommen worden waren. Powell bestritt nur zwei Spiele für den Verein, der analog zu Murcia in Spanien ebenfalls am Ende der Saison als Tabellenletzter abstieg. 
Im Oktober 2010 erhielt er einen Dreimonatsvertrag beim deutschen Vizemeister Deutsche Bank Skyliners aus Frankfurt, der trotz einer zwischenzeitlichen Knieverletzung Powells verlängert wurde. Nach einem Jochbeinbruch spielte Powell die Saison mit einer Maske zu Ende. Der Hauptrundenzweite verlor schließlich im entscheidenden Spiel der Play-off-Halbfinalserie zuhause gegen Alba Berlin und verpasste somit eine Neuauflage der Vorjahres-Finalserie gegen den späteren Meister Brose Baskets aus Bamberg. Powell selbst verpasste eine Revanche gegen seinen Landsmann Reyshawn Terry im Trikot der Bamberger, dem er sechs Jahre zuvor im NCAA-Endspiel die Meisterschaft überlassen musste. Nach dem Saisonende beendete Powell seine Spielerkarriere und schlug die Trainerlaufbahn ein.
Seine erste Trainerstelle führte ihn an die Valparaiso University, wo er bis 2016 als Assistenztrainer beschäftigt war. Von 2016 bis 2019 war er an der Vanderbilt University beigeordneter Cheftrainer und im Zeitraum 2019 bis 2023 Assistenztrainer an der Gonzaga University. Im April 2023 kehrte er an die Valparaiso University zurück und übernahm dort das Cheftraineramt.